# Elecciones estatales de Yucatán de 2004
Las elecciones estatales de Yucatán de 2004 tuvieron lugar el domingo 16 de mayo de 2004, y en ellas se habían renovando los siguientes cargos de la elección popular en el estado mexicano de Yucatán:
- 106 Ayuntamientos. Formados por un Presidente Municipal y regidores, electo par un período de tres años en ocasión, no reelegibles para un período de manera consecutiva inmediata.
- 25 Diputados del Estado. 15 electos por una mayoría de cada uno de los Distritos Electorales y 10 de Representación Proporcional.

## Resultados Electorales

### Ayuntamientos

#### Ayuntamiento de Mérida
- Manuel Fuentes Alcocer  Hecho

#### Ayuntamiento de Valladolid
- Jesús Manuel Chacón Vivas  Hecho

#### Ayuntamiento de Teabo
- Enrique Candelario Chan Yeh  Hecho

#### Ayuntamiento de Tizimín
- Pedro Couoh  Hecho

#### Ayuntamiento de Progreso
- Enrique Magadán Villamil  Hecho

#### Ayuntamiento de Quintana Roo
- Samuel Asunción Estrella Uc  Hecho

#### Ayuntamiento de Motul
- Juan Antonio Centeno y Sánchez  Hecho

#### Ayuntamiento de Ticul
- Marco Antonio Pérez Medina  Hecho

#### Ayuntamiento de Akil
- Marco Alonso Vela Reyes  Hecho

#### Ayuntamiento de Celestún
- Antonio de Jesús Solís Góngora

#### Ayuntamiento de Dzemul
- José Prisciliano Novelo Flores  Hecho